# Guta von Freydorf-Stephanow

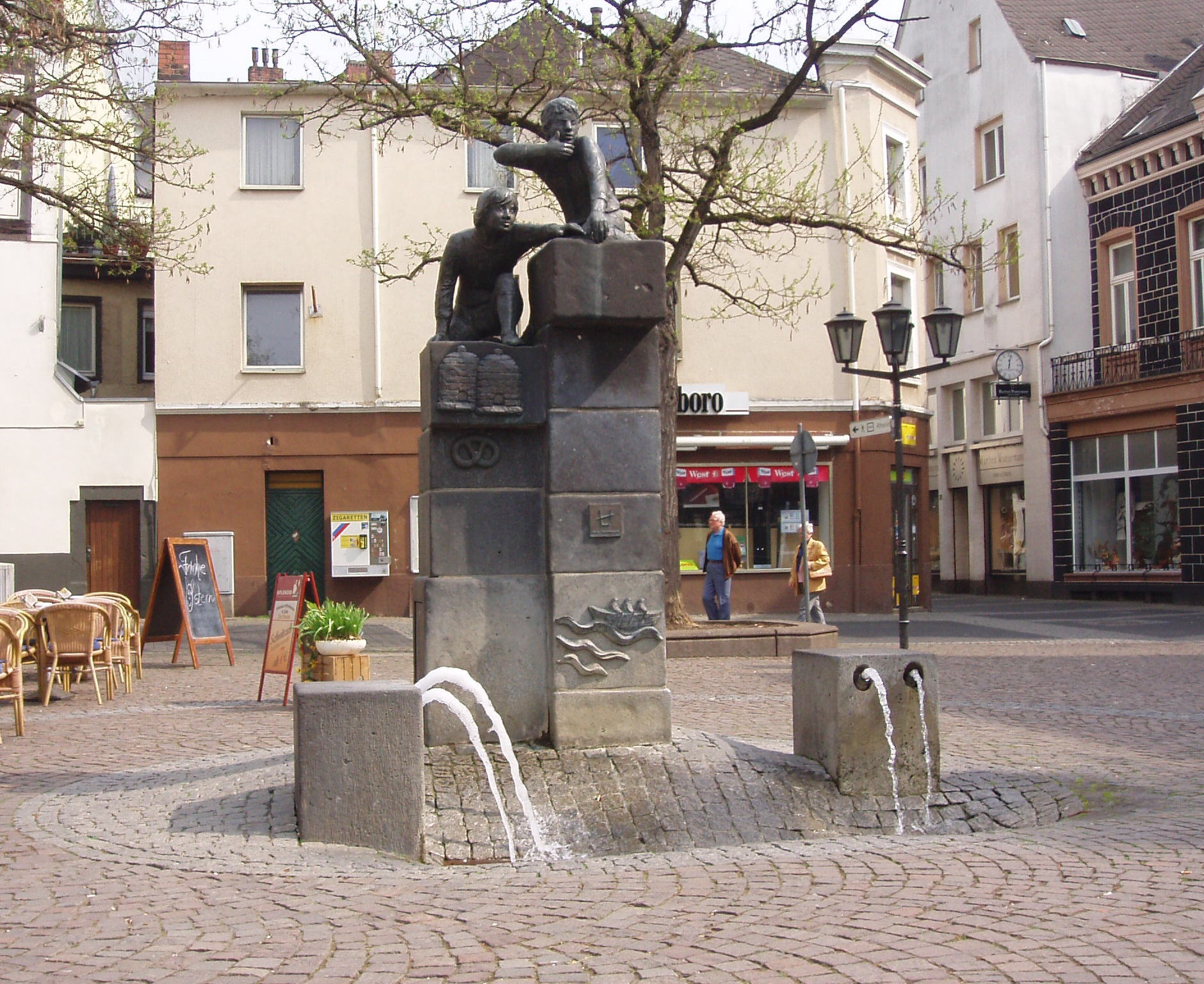
Bäckerjungenbrunnen auf dem Andernacher Marktplatz

Guta von Freydorf-Stephanow (* 23. Januar 1911 in Waldshut-Tiengen; † 31. Dezember 1998 in Karlsruhe) war eine deutsche Bildhauerin, Malerin und Künstlerin.

## Leben und Wirken
Guta von Freydorf entstammte der badischen Adelsfamilie von Freydorf. Ihr Vater Eugen von Freydorf (1867–1914) war ein Sohn des badischen Ministers Rudolf von Freydorf, ihre Mutter die Malerin Clara Ris (1871–1946). Sie war das jüngste der sechs Kinder des Ehepaares.
Im Jahr 1931 begann Guta von Freydorf ihre Ausbildung an der Landeskunstschule in Karlsruhe. Am Anfang wurde sie von Georg Scholz und später von Christoph Voll betreut. Zu Voll und seiner Frau Erna pflegte Freydorf-Stephanow ein freundschaftliches Verhältnis. Sie wurde von Voll mehrfach porträtiert und stand auch Modell für ihn.

Sie absolvierte ein Lehramtsstudium mit dem Schwerpunkt auf künstlerischer Gestaltung. Anschließend war sie Kunstlehrerin an dem Neuwieder Jungengymnasium und am Kurfürst-Salentin-Gymnasium in Andernach. Außerdem war sie Dozentin an den Volkshochschulen in Neuwied und Plaidt.
Im Jahr 1943 heiratete Guta von Freydorf in Freiburg Otto Stephanow (1908–?).

## Künstlerisches Schaffen

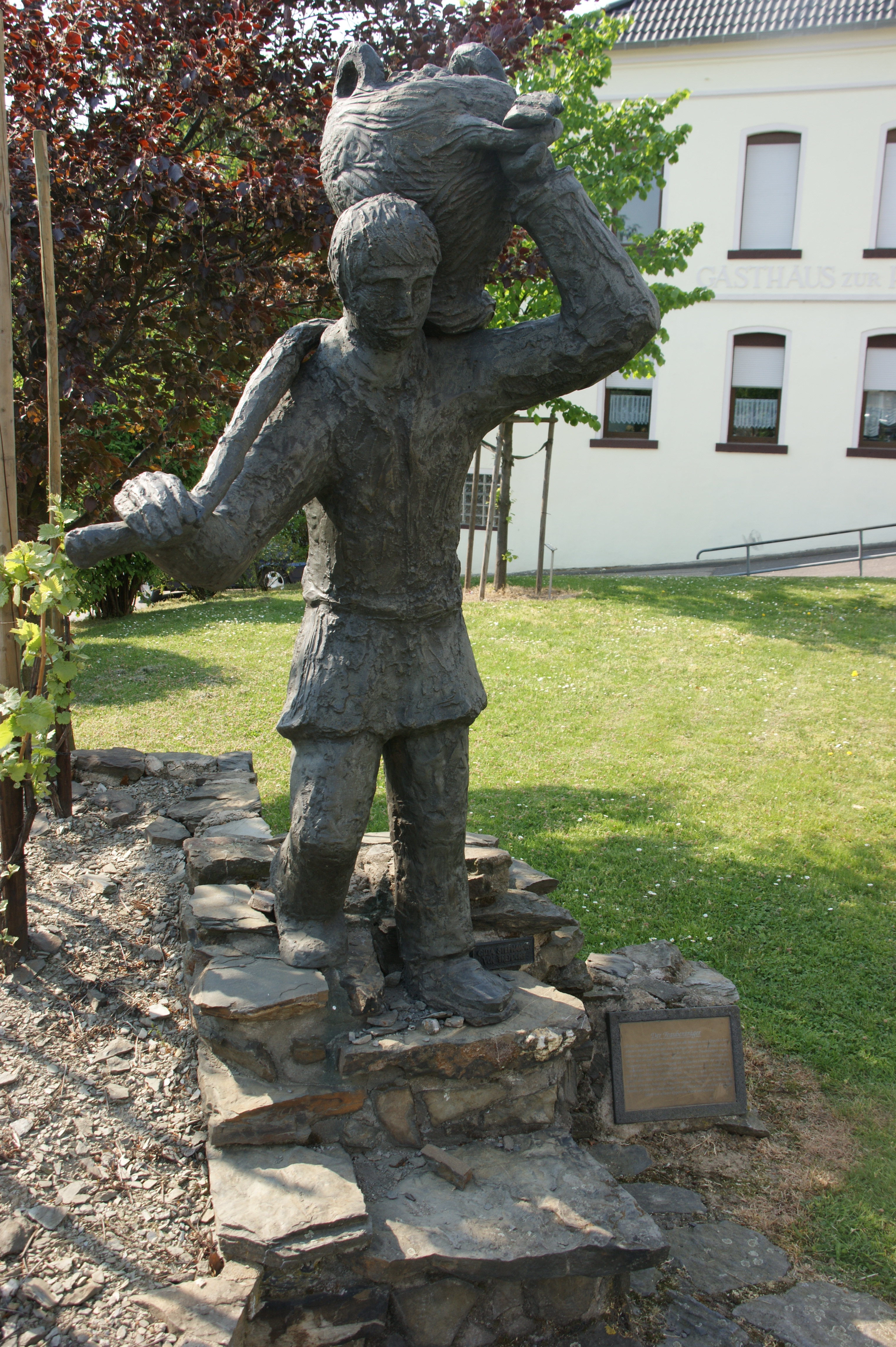
Traubenträger in Leutesdorf

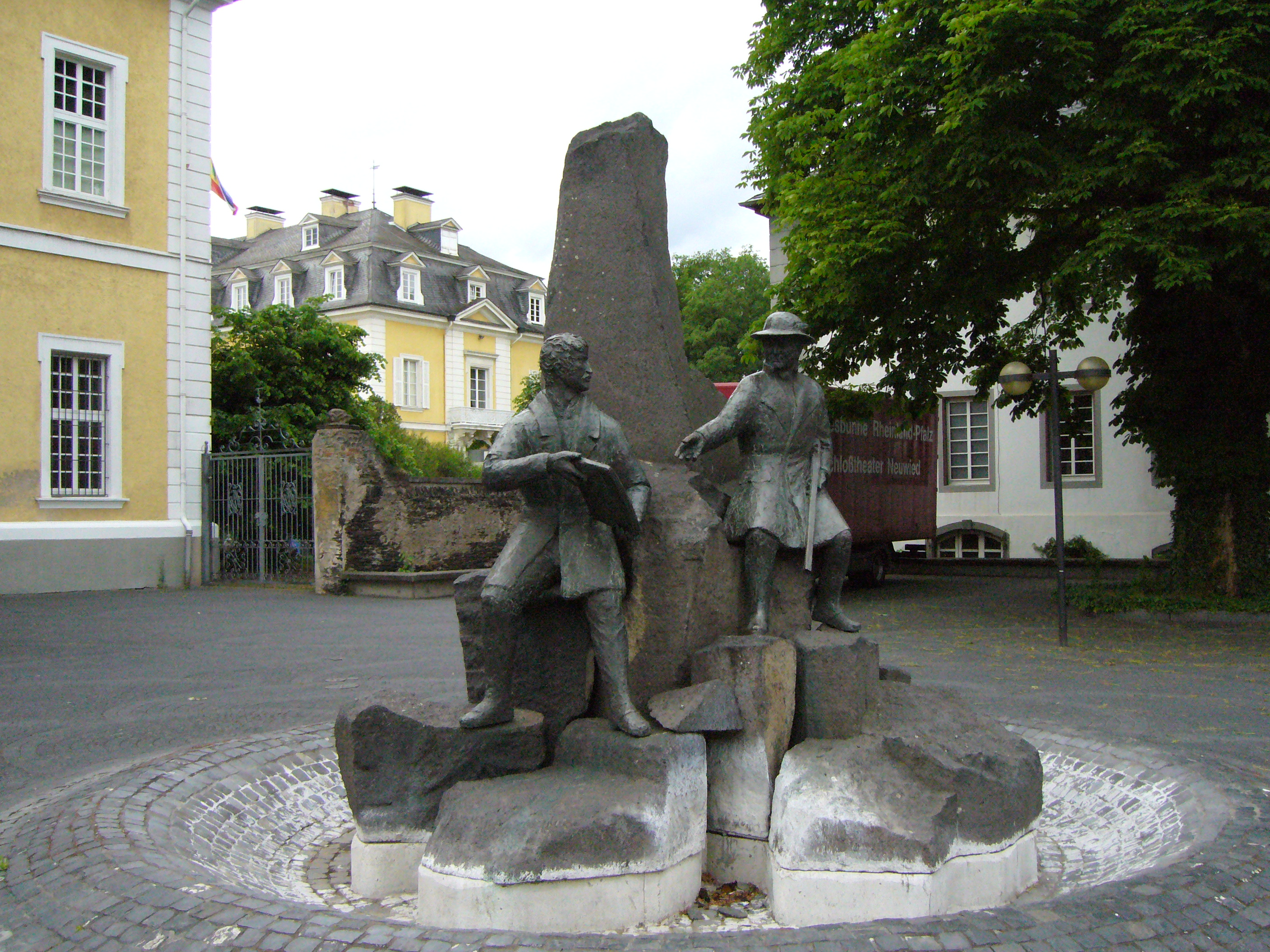
Maximilian zu Wied am Neuwieder Schloss

Freydorf-Stephanow arbeitete wie ihr Lehrmeister Voll zuerst mit Holz, später nutzte sie fast ausschließlich die Werkstoffe Ton, Bronze und Stein. Ihr Mädchenbildnis, eine Hermesbüste aus weißem Marmor, die frontal ausgerichtet ist, ähnelt den Werken Volls, die er in den frühen dreißiger Jahren geschaffen hatte. Sie haben auch den gleichen verschlossenen Blick gemein. Nach mehreren vergeblichen Versuchen wurde ihr Mädchenbildnis 1942 in der Großen Deutschen Kunstausstellung in München präsentiert.
Zudem schuf sie in den späten dreißiger und vierziger Jahren Porträtbüsten und Reliefs, die denen von Adolf von Hildebrand ähnelten. Des Weiteren schuf sie viele kleinplastische Figuren, die zum Teil in Bronze gegossen wurden. Auffallend ist vor allem eine Figur, die von der Künstlerin selbst als Sculptura bezeichnet wurde. Es ist eine skizzenhaft modellierte sitzende Aktfigur, die mit Meißel und Knüpfel ausgestattet ist; sie kann also als Personifikation der Bildhauerei verstanden werden.
Nachdem Fürst Friedrich Wilhelm zu Wied seinem berühmten Vorfahren Maximilian zu Wied-Neuwied vor dem Schloss Neuwied ein Denkmal setzen wollte und daraufhin einen Wettbewerb ausschrieb, bewarb sich Guta von Freydorf-Stephanow und gewann. Sie entwarf in einer Leutesdorfer Maschinenbaufabrik die Figuren, die aus Styropor und Gipsbinden gefertigt waren. Die Figuren wurden anschließend unter Aufsicht der Künstlerin in Bronze gegossen. Im Juni 1987 übergab der Fürst die Figuren an die Stadt Neuwied.
Ein Werk von Freydorf-Stephanow gibt es auch in Andernach: Nachdem die Stadt einen Wettbewerb für Figuren ausrief, die der Bäckerjungensage entsprechen, überzeugte sie die Jury und schuf zwei lebensgroße Bäckerjungen, die auf dem Marktplatz von Andernach zu sehen sind. Sie entwarf auch die Bronzestatuen, die das Gleichnis vom barmherzigen Samariter vor dem Krankenhaus der Barmherzigen Samariter in Montabaur darstellen sollen.
Des Weiteren wurde die Symbolfigur des Weindorfs Leutesdorf, „Johann der Traubenträger“, nach ihren Entwürfen aus Bronze gefertigt. Zudem schuf sie die Symbolfigur der Junggesellenschaft 1468 Waldshut. Der Steinerne Junggeselle steht seit 1998 vor dem Unteren Tor.
Sie fertigte ferner Zeichnungen, entwarf Grabmäler und schuf ein Denkmal des unbekannten Soldaten in Leutesdorf.
Zu den Schülern von Freydorf-Stephanow gehörte die deutsche Malerin und Installationskünstlerin Ursula Goldau.